# Wamba nyugati gót király
Wamba (643 – 688) nyugati gót király 672-től 680-ig.
Recceswinth halála után az egybegyűlt nemesség egy előkelő gót férfiút, Wambát választotta meg királlyá, akit, bár eleinte vonakodott, a toledói érsek kent föl. Azonban Septimania grófja, Childerich és lakosai megint fellázadtak és magukkal ragadták a hegylakókat is. Wamba a bizánci eredetű Paulust küldötte ellenük. De csalódott benne, mert Paulus nagyravágyástól eltelve, a korona után áhítozott, s a helyett hogy a lázadást lecsendesítette volna, lángba borította az egész országot. A fölkent uralkodóhoz csak a papság maradt hű. Wamba e kedvezőtlen fordulat láttára tüstént fegyvert ragadott s késedelem nélkül a lázadás színhelyén termett. Leigázta a baszkokat, lecsendesítette Tarraconiát s egyenesen Septimaniába hatolt, hol heves ostrom után bevette Narbonne-t és azután bekerítette Nîmes-t, melynek falai közt vonta meg magát Paulus. Borzasztó tusa után bevette a várost s ellenfele a római amphitheatrum falai közé húzódva, kegyelemért könyörgött. Wamba trónon ülve és fegyveres katonáitól körülvéve felolvastatta előtte a toledói törvényt, mely a lázadók fejére halálbüntetést mért. Mindazáltal megelégedett azzal, hogy ráüttette a becstelenség bélyegét, vagyis lenyíratta haját s életfogytiglan börtönre kárhoztatta.
Wamba rendbe hozva Septimania ügyeit, diadalmenetben vonult be Toledóba. A menet élén a többi lázadókkal együtt megbecstelenítve, daróc-ruhában Paulus haladt, s hogy gyalázata még nagyobb legyen, fekete bőrből készített koronát nyomtak a fejébe.
A király ekként lecsendesítvén az országot, a hadszervezet újjáalkotásához látott. Fejlesztette a hajóhadat s kiterjesztette a védkötelezettséget. Elrendelte, hogy az egyháziak épp úgy tartoznak hadikötelezettséggel, mint a világiak. De a terhek, melyeket ezáltal a lakosságra rótt, sok ellenséget szereztek neki. Úgy látszik, az elégületlenek megbízásából járt el egyik rokona, Erwig, ki titokban álomitalt kevert a király poharába, s midőn ettől eszméletét vesztette, lenyíratta haját, barátcsuhába bujtatta s kolostorba küldötte, a hol hátralevő napjait leélte.

## Emlékezete
- Emlékét őrzi Móra Ferenc Királyok föld felett és föld alatt című elbeszélése (megjelent a Túl a Palánkon című kötetben).